# Miltochrista delicia
Miltochrista delicia är en fjärilsart som beskrevs av Swinhoe 1891. Miltochrista delicia ingår i släktet Miltochrista och familjen björnspinnare. Inga underarter finns listade i Catalogue of Life.